# Лизин
Лизи́н (2,6-диаминогексановая кислота, англ. Lysine) — алифатическая аминокислота с выраженными свойствами основания.
Как и другие алифатические аминокислоты, лизин в организме человека не синтезируется и является незаменимой аминокислотой.
Химическая формула: C6H14N2O2.
В ДНК кодируется последовательностями AAA и AAG.
Входит в состав белков.

## Биосинтез
Подобно другим незаменимым аминокислотам, лизин в животных организмах не синтезируется и должен поступать с пищей в составе растительных белков.
Растениями и бактериями лизин синтезируется из аспартата.

## Промышленное производство
Основными источниками лизина, использующегося в качестве кормовой добавки, с 1960-х являлись соевый жмых и микробиологическое производство лизина началось в Японии в 1960-х и достигло к 2000 г. объемов 500—600 тыс. тонн в год (в пересчете на гидрохлорид лизина) и к 2014 г. — 2 млн. 200 тыс. тонн/год.
Микробиологическое производство лизина в 1960-х — 1990-х годах было основано на ферментации глюкозосодержащего сырья бактериями рода Brevibacteria и вида Corynebacterium glutamicum, в настоящее время почти исключительно используются модифицированные штаммы Corynebacterium glutamicum.
Позже разрабатывались технологические процессы на базе метанола.
В Советском Союзе разработками технологий производства лизина занимались в Институте микробиологии и вирусологии им. А.Кирхенштейна под руководством академика Латвийской академии наук Риты Александровны Кукайн и член-корреспондента АН Латвийской ССР Мартина Екабовича Бекера. В лаборатории "Биотехнологии" Улдиса Виестурса была разработана технология промышленного синтеза лизина для животноводства, которая была внедрена на Ливанском опытном биохимическом заводе, строительство которого началось в 1965 году. Многие технологические наработки лаборатории "Биотехнологии" были внедрены на других биохимических заводах Советского Союза, в частности, на Трипольском БХЗ под Киевом, производительностью 10 тыс. тонн в год (конец 80-х). Методами современной селекции латвийские учёные вывели высокопродуктивные штаммы бактерий Brevibacterium flavum, накапливающих до 80 грамм лизина на литр питательной среды. В свое время это был наивысший показатель в мировой практике, который превышал предыдущий рекорд, 60 грамм с одного литра питательной среды, принадлежавший японцам.

## Метаболизм
У млекопитающих лизин метаболизируется в ацетилкофермент А трансаминированием с α-кетоглутаровой кислотой.
Бактерии разлагают лизин в кадаверин декарбоксилированием.
Производное лизина — аллизин — используется клетками в синтезе эластина и коллагена с помощью фермента лизилоксидаза.

## Диетологические рекомендации
Суточная потребность в лизине:
| младенцы 3-4 мес   | 103 мг/кг                |
| дети 2 лет         | 64 мг/кг                 |
| дети 10-12 лет     | 44−60 мг/кг              |
| взрослые от 19 лет | 30−38 мг/кг (ранее — 12) |

В БАД используют гидрохлорид лизина, массовая доля лизина в нём 80,03 %

## Медицинское значение
В статье 1978 года утверждалось, что эта аминокислота оказывает противовирусное действие, особенно в отношении вируса, вызывающего герпес.
Позже корректно поставленные исследования на людях и животных показали, что лизин не эффективен при лечении герпеса. Однако, несмотря на то, что исследования на людях были проведены корректно, в них участвовал всего 21 пациент, а доза принимаемого лизина была ниже 29 % от адекватного уровня потребления.
Исследования, проведённые на животных, показали, что недостаток лизина вызывает иммунодефицитные состояния.
Лизин понижает уровень триглицеридов в сыворотке крови. Лизин в сочетании с пролином и витамином С предупреждает образование липопротеинов, вызывающих закупорку артерий.
Дефицит лизина неблагоприятно сказывается на синтезе белка, что приводит к утомляемости, усталости и слабости, плохому аппетиту, замедлению роста и снижению массы тела, неспособности к концентрации, раздражительности, кровоизлияниям в глазное яблоко, потере волос, анемии и проблемам в репродуктивной сфере.
Считается, что лизин увеличивает выработку гормона роста, но научного подтверждения этому нет, известно только, что выработку гормона роста увеличивает комплекс аминокислот, сравнение эффекта от коктейля аминокислот с лизином и без него не проводились.
Большие дозы лизина улучшают усвоение кальция.

## Применение
У людей используется в качестве БАД, эффективен при занятиях спортом и фитнесом (физкультурой), поскольку используется в биосинтезе мышечного белка.
Синтетический лизин применяют для обогащения кормов животных.

## Пищевые источники
Хорошими источниками лизина являются яйца, мясо (особенно красное мясо, баранина, свинина и птица), соя, фасоль, горох, сыр (особенно пармезан), некоторые виды рыбы (такие как треска и сардина), моллюски.
В большинстве злаков низкое содержание лизина, однако содержание лизина очень высоко в бобовых. Гречка, относящаяся к псевдозерновым, так же содержит относительно большое количество лизина (460 мг/100г).